# Ayo Technology
«Ayo Technology» es el cuarto sencillo del álbum Curtis del rapero estadounidense 50 Cent, lanzado durante el segundo trimestre de 2007. La canción cuenta con la colaboración de Justin Timberlake y el acompañamiento vocal sin acreditar del rapero Timbaland. En 2008, una versión muy diferente de este tema interpretada por el cantante belga Milow alcanzó el número 1 en la lista belga Ultratop 50 y en la holandesa Dutch Top 40. En 2009 la cantante greco-belga Katerine lanzó otra versión bastante lograda.

## Lanzamiento
Cuando la pista fue publicada en Internet el 5 de julio de 2007, varias personas creyeron que se había filtrado, mas era el propio 50 Cent quien la estaba lanzando.[cita requerida] Interscope requisó todos los sitios web y bloggers, con la intención de eliminar la canción, y varias estaciones de radio que la reproducían debieron suprimirla también.[cita requerida] La razón de los actos de Interscope fue que ellos querían que 50 Cent se enfocara en promocionar su anterior sencillo, «I get money».[cita requerida]

## Video musical
El video musical de «Ayo technology» fue dirigido por Joseph Kahn, estrenándose el 2 de agosto de 2007 en BET. En él, Timbaland aparece imitando una de las escenas de la película Minority report.

## Recepción

### Comercial
«Ayo technology» se transformó en el mejor debut de 50 Cent en el Billboard Hot 100, en la posición 21.[cita requerida] Ésta alcanzó el número 5 en la lista, convirtiéndose en el décimo sencillo del rapero en el Top 5.[cita requerida] En el Reino Unido, la canción debutó en el 10 solo a base de descargas digitales, transformándose en su octavo sencillo en el Top 10.[cita requerida] «Ayo technology» se posicionó en el número 5, todavía solo a base de descargas digitales.[cita requerida]

## Formatos
| CD-sencillo |                                             |          |  |
| N.º         | Título                                      | Duración |  |
| 1.          | «Ayo Technology» (Album Version)            | 04:09    |  |
| 2.          | «I Get Money» (Straight to the Bank, Pt. 2) | 03:45    |  |

## Listas musicales de canciones
| América        |                   |    |
| Canadá         | Canadian Hot 100  | 12 |
| Estados Unidos | Billboard Hot 100 | 5  |
| Europa         |                   |    |
| Alemania       | Top 100 Singles   | 3  |
| Austria        | Top 75 Singles    | 14 |
| Bélgica        | Top 50 Singles    | 13 |
| Dinamarca      | Top 40 Singles    | 7  |
| Europa         | Hot 100 Singles   | 1  |
| Finlandia      | Top 20 Singles    | 7  |
| Francia        | Top 100 Singles   | 5  |
| Irlanda        | Top 50 Singles    | 3  |
| Noruega        | Top 20 Singles    | 7  |
| Países Bajos   | Top 100 Singles   | 19 |
| Reino Unido    | Top 75 Singles    | 2  |
| Suecia         | Top 60 Singles    | 8  |
| Suiza          | Top 100 Singles   | 2  |
| Oceanía        |                   |    |
| Australia      | Top 50 Singles    | 10 |
| Nueva Zelanda  | Top 40 Singles    | 1  |

| Predecesor: "Stronger" de Kanye West | Top 40 Singles — Sencillo N.º 1 17 de septiembre de 2007 — 7 de octubre de 2007 | Sucesor: "Kiss Kiss" de Chris Brown con T-Pain |